# Bodträsket (Norrfjärdens socken, Norrbotten)
Bodträsket är en sjö i Piteå kommun i Norrbotten och ingår i Alterälvens huvudavrinningsområde. Sjön har en area på 0,317 kvadratkilometer och ligger 21 meter över havet. Sjön avvattnas av vattendraget Alterälven.

## Delavrinningsområde
Bodträsket ingår i det delavrinningsområde (728171-175404) som SMHI kallar för Utloppet av Holmträsket. Medelhöjden är 56 meter över havet och ytan är 49,97 kvadratkilometer. Räknas de 29 avrinningsområdena uppströms in blir den ackumulerade arean 389,01 kvadratkilometer. Avrinningsområdets utflöde Alterälven mynnar i havet. Avrinningsområdet består mestadels av skog (70 procent). Avrinningsområdet har 1,51 kvadratkilometer vattenytor vilket ger det en sjöprocent på 3 procent.